# Антоан Бароан
Антоан Жилбер Бароан (на френски: Antoine Gilbert Baroan) е френски футболист, който играе на поста централен нападател. Състезател на Лудогорец.

## Кариера
На 25 юни 2021 г. Бароан е представен като ново попълнение на пловдивския „Ботев“. Дебютира на 24 юли при победата с 2:1 като домакин на „Пирин“ (Благоевград).